# Gustaf Adlerfelt
Gustaf Adlerfelt, född 1671 nära Stockholm, död den 28 juni 1709 i slaget vid Poltava, var en svensk hävdatecknare och historiograf. Hans föräldrar var hovkamreraren Carl Johansson, adlad Adlerfelt och Anna Katarina Schmeer. 

## Biografi
Sedan Adlerfelt studerat vid Uppsala universitet, genomförde han 1696–1700 en resa till Tyskland, Holland, Frankrike och England, under vilken han även besökte Haag och biträdde svenske ambassadören vid fredskongressen i Rijswik greve Nils Lillieroot. Efter sin återkomst var han från 1701 till sin död Karl XII:s trogne följeslagare som kammarherre hos kungen samt uppvaktande hos "lille prinsen", hertig Maximilian Emanuel av Württemberg.
Under denna tid förde han en noggrann dagbok, för vilken kungen befallde sitt kansli och sina underbefälhavare att lämna alla slags upplysningar. Denna dagbok som han förde till och med den 26 juni 1709 kom slutligen, efter att ha varit i flera främmande händer, i Adlerfelts sons ägo. Dagboken blev av denne bearbetad, översatt till franska och utgiven under titel Histoire militaire de Charles XII, roi de Suède (Amsterdam 1740 och Paris 1741). Även en tysk översättning av den kom ut 1740–1742. 
En svensk översättning av dagboken utkom 1919 under titeln Karl XII:s krigsföretag 1700-1706, utgiven av Samuel E. Bring efter Adlerfelts originalmanuskript. En kortare bearbetning hade Adlerfelt själv verkställt och år 1707 genom sin fru befordrat till trycket i Wismar under titel Warhaffter entwurff der krieges-thaten Carls XII, königes von Schweden. Adlerfelts arbeten utgör huvudkällor för denna del av Karl XII:s historia.